# Johann Endt
Johann Endt (* 16. Mai 1869 in Bärringen; † 28. Juli 1951 in Dachau) war ein deutschböhmischer Lehrer, Volkskundler und Heimatforscher.
Er stammte aus dem böhmischen Teil des Erzgebirges und war der uneheliche Sohn von Felix Johann Endt und der Maria Anna Schütz, in deren Elternhaus in Bärringen Nr. 50 er geboren wurde. Noch am gleichen Tag fand die Taufe durch den katholischen Pfarrer Eduard Ferdinand Schönfelder statt. Seine Eltern heirateten erst im darauffolgenden Jahr am 22. November in Bärringen.
Nach seiner Promotion war Johann Endt an verschiedenen Orten, darunter in Prag, wo er zum Gymnasialprofessor ernannt wurde, als Lehrer tätig. Ab 1909 lebte er in Mies. Zeit seines Lebens ließ ihn die Liebe zu seiner Erzgebirgsheimat nicht los. Aus diesem Grund forschte und publizierte er mehrfach über den böhmischen Teil des Westerzgebirges. Besonders die Publikationen „Aus der Vergangenheit der Bergstadt Bärringen“ von 1932 und über Sagen und Schwänke des Erzgebirges machten ihn überregional bekannt. Letzteres Werk wurde so populär, dass es in zweiter Auflage erschien.
1899 ließ er auf Kosten der 1891 gegründeten Gesellschaft zur Förderung deutscher Wissenschaft, Kunst und Literatur in Böhmen seine Beiträge zur jonischen Vasenmalerei in Prag drucken.